# Асфоделови
Асфоделовите (Asphodelaceae) са семейство растения от разред Зайчесянкоцветни (Asparagales).
Таксонът е описан за пръв път от Антоан-Лоран дьо Жусийо през 1789 година.

## Подсемейства
- Alooideae
- Asphodeloideae
- Hemerocallidoideae
- Xanthorrhoeoideae